# Сасхори
Сасхори (груз. სასხორი) — селение во Мцхетском муниципалитете края Мцхета-Мтианети Грузии. Располагается в ущелье Ничбисистскали. Район является частью традиционного региона Эрцо-Тианети.

## Численность населения
| Город/сёла              | Числен- ность в 2014 году, чел. | грузины чел. | езиды чел. | украинцы чел. | греки чел. |
| ----------------------- | ------------------------------- | ------------ | ---------- | ------------- | ---------- |
| Сасхори (груз. სასხორი) | 332                             | 329          | 1          | 1             | 1          |

## Исторические места
В Сасхори находятся три исторические церкви: церковь Марии, Матери Иисуса, церковь Святого Георгия и церковь Архангела. Старый замок использовался в войнах для обороны.